# Зерноградское
Зерноградское (каз. Зерноградское) — село в Жаркаинском районе Акмолинской области Казахстана. Входит в состав Жанадалинского сельского округа. Код КАТО — 115443300.

## География
Село расположено в 40 км на юго-восток от центра района города Державинск, в 10 км на северо-восток от центра сельского округа села Тасты-Талды.

### Улицы[4]
- переулок Новый,
- ул. Восточная,
- ул. Днепропетровская,
- ул. Ижевская,
- ул. Клубная,
- ул. Комсомольская,
- ул. Матросова,
- ул. Набережная,
- ул. Новая,
- ул. Октябрьская,
- ул. Перова,
- ул. Степная,
- ул. Юрия Гагарина.

### Ближайшие населённые пункты
- село Тасты-Талды в 10 км на юго-западе,
- село Достык в 16 км на северо-западе,
- село Бирсуат в 18 км на востоке,
- село Валиханово в 18 км на северо-западе.

## Население
В 1989 году население села составляло 1436 человек (из них русских 41 %).
В 1999 году население села составляло 662 человека (325 мужчин и 337 женщин). По данным переписи 2009 года, в селе проживало 365 человек (174 мужчины и 191 женщина).
| Численность населения | Численность населения | Численность населения |
| 1989                  | 1999                  | 2009                  |
| --------------------- | --------------------- | --------------------- |
| 1436                  | ↘662                  | ↘365                  |